# 緑の毒
『緑の毒』（みどりのどく）は、桐野夏生による日本の小説。『野性時代』（角川書店）にて2003年から2011年にかけて断続的に連載された（2007年から2008年は休載）。

## 初出
掲載誌は角川書店発行の『野性時代』（2011年1月号以降の誌名は『小説野性時代』）
- 夜のサーフィン（2003年12月号、「完全主義者」改題）
- 象のように死ね（2004年12月号）
- 受け返し（2006年5月号）
- お前じゃないが仕方ない（2009年10月号、「おまえじゃないがしかたがない」改題）
- 淋しい奴は前に跳ぶ（2009年6月号）
- 気炎女（2009年12月号）
- 弥生先生のお見立て（2010年2月号）
- 傲慢と偏見（2010年4月号、「お前には向かない職業」改題）
- 月よりの死者（2010年8月号）
- ピーフラ会のゆうべ1（2010年10月号）
- ピーターフラットで起きたこと（2011年1月号、「ピーフラ会のゆうべ2」改題）
- 妻の責任（2011年3月号）
- 地獄で会うホトケ（2011年4月号）
- 川辺康之、破滅す（2011年5月号、「阿部康之、破滅す」改題）

## あらすじ
開業医の川辺康之は妻の浮気の腹いせに、寝ている女性の部屋に忍び込み、スタンガンと薬で昏睡させ、レイプをし快楽を味わうという所業を繰り返していた。
川辺にレイプされた被害者の一人が犯罪被害者のネット掲示板に書き込みをしたのをきっかけに、被害女性たちが次々と名乗り出始め、自分たちの記憶を頼りに犯人探しを始める。彼女たちは、警察に被害届を出すより、自分たちで復讐したいと考えるようになり結束していく。

## 登場人物

### 川辺クリニック
川辺 康之（かわべ やすゆき）
練馬の川辺クリニック院長。浮気をする妻への腹いせに、レイプを繰り返す。ファッションにはこだわりがあり、ヴィンテージスニーカーを蒐集している。妻の衣装も全て自分が選んでいる。
栗原（くりはら）
川辺クリニックに勤める看護師。開院時に心臓外科病院から引き抜かれてきたベテラン。
青山 秀子（あおやま ひでこ）
川辺クリニックの受付事務の女性。美人で患者からの人気も高いが、井上からは気が利かないと思われている。アパート「ピーターフラット2」の住人。
井上 はるか（いのうえ はるか）
川辺クリニックの受付事務の女性。患者への対応が雑になった川辺に憤りを感じている。

### レイプ事件関係者
鹿田 亜由美（しかた あゆみ）
5番目の被害者。ハンドルネームはsnoopy。西新宿病院の事務。念願だった一人暮らし中に被害に遭い、実家に戻る。手際から犯人が医療関係者だと直感する。実家には、引きこもりの姉・真須美がいる。
奥村 初美（おくむら はつみ）
最初の被害者。ハンドルネームはツミレ。アパート「ピーターフラット1」の住人。
佐奇森 こずえ（さきもり こずえ）
4番目の被害者。ハンドルネームはチャラ。アナウンサー志望の専門学校生。
若宮 伸吾（わかみや しんご）
主にVシネマや舞台で活躍する俳優。7歳年下の妹・ルリ子がレイプ被害に遭ったことを、ルリ子から相談を受けた恋人の里香子に聞かされる。
海老根 たか子（えびね たかこ）
ルームシェアしている22歳の林桃花と間違われ、被害に遭う。レイプはされなかったが、太ももに「お前じゃないが仕方ない」と落書きされた。

### その他
川辺 カオル（かわべ かおる）
川辺の妻。西新宿病院の内科医。同僚の玉木と不倫をしている。
玉木（たまき）
西新宿病院の救急救命医。妻子がいるが、カオルと不倫をしている。
野崎 友秀（のざき ともひで）
川辺クリニックの元共同経営者。川辺夫妻とは大学の同級生。6年前、故郷の岩手で実家の病院を継いでいた兄が交通事故で急死し、後継者がおらず、病院も建て替えたばかりだったため、やむを得ず岩手に戻り、病院を継いだ。
元木 夢（もとき ゆめ）
アパート「ピーターフラット2」の住人。青山秀子の下の部屋に住む。身近で起こったレイプ事件に憤り、防犯のためにも近所付き合いをしたいと考える。